# Tidspil
Tidspil är ett begrepp som utvecklades år 1927 av den brittiske astronomen Arthur Eddington som inbegriper "enkelriktad tid" eller "asymmetri i tid". Denna riktning kan – enligt Eddington – fastställas genom att studera anordningen av atomer, molekyler och kroppar emedan det skulle kunna utgöra en fyrdimensionell relativistisk världsbild.
Fysikaliska processer på mikroskopisk nivå tros vara antingen helt eller till största delen tidssymmetriska: om riktningen av tiden skulle vända, skulle de teoretiska uttalanden som beskriver den förbli sanna. Men på den makroskopiska nivån visar det sig att så ofta inte är fallet: där finns det en uppenbar tidsriktning eller tidsflöde.